# Miguel Carlos José de Noronha e Silva Abranches
Miguel Carlos José de Noronha e Silva Abranches (1744–1803) foi um religioso português, nomeado cardeal. Aparentado com a família dos Valadares, era o quarto filho de Álvaro de Noronha Castelo Branco, 5.º Conde de Valadares. Serviu como diácono principal da Sé Patriarcal de Lisboa. O Papa Pio VII fê-lo cardeal (mesmo sem ser bispo) em 16 de Maio de 1803.